# Wiktory 2010
26. ceremonia wręczenia Wiktorów odbyła 24 października 2011 roku na Zamku Królewskim w Warszawie. Galę poprowadził Marcin Prokop.

## Laureaci i nominowani
| Kategoria                                                     | Laureat(ka)                             | Nominowany | Wręczał(a)        |
| ------------------------------------------------------------- | --------------------------------------- | --- | ----------------- |
| Najpopularniejszy Polityk                                     | Bronisław Komorowski                    | - Jerzy Buzek - Grzegorz Napieralski - Janusz Palikot - Donald Tusk                                                                                  | Beata Tyszkiewicz |
| Najpopularniejszy Komentator lub Publicysta                   | - Anita Werner                          | - Wiktor Bater - Jarosław Gugała - Tomasz Lis - Eliza Michalik                                                                                       |                   |
| Najpopularniejszy Aktor Telewizyjny                           | - Małgorzata Braunek                    | - Magdalena Cielecka - Magdalena Schejbal - Paweł Wilczak - Cezary Żak                                                                               |                   |
| Najpopularniejsza Gwiazda Piosenki i Estrady                  | - Seweryn Krajewski - Andrzej Piaseczny | - Agnieszka Chylińska - IRA - Maciej Maleńczuk - Maryla Rodowicz                                                                                     |                   |
| Najpopularniejszy Prezenter Telewizyjny                       | - Dorota Wellman                        | - Piotr Kraśko - Maciej Kurzajewski - Marcin Prokop - Maciej Rock                                                                                    |                   |
| Najpopularniejszy Producent lub Twórca Programu Telewizyjnego | - Andrzej Fidyk                         | - Michał Kwieciński - Tadeusz Lampka - Ewa Leja - Rinke Rooyens                                                                                      |                   |
| Najpopularniejsza Osobowość Telewizyjna                       | - Maciej Stuhr                          | - Robert Janowski - Jerzy Kryszak - Katarzyna Montgomery - Kinga Rusin                                                                               |                   |
| Najpopularniejszy Sportowiec                                  | - Justyna Kowalczyk                     | - Tomasz Adamek - Tomasz Gollob - Adam Małysz - Maja Włoszczowska                                                                                    |                   |
| Największe Odkrycie Telewizyjne                               | - Magda Gessler                         | - Julia Pietrucha - Paulina Sykut-Jeżyna - Bartosz Węglarczyk - Katarzyna Zielińska                                                                  |                   |
| Wiktor Publiczności                                           | - Szymon Hołownia                       | - Maria Czubaszek - Piotr Gąsowski - Krzysztof Ibisz - Robert Janowski                                                                               |                   |
| Superwiktor                                                   | - Adam Michnik - Krzysztof Penderecki   | - Nina Andrycz - Andrzej Grabowski - Krzysztof Kowalewski - Barbara Krafftówna - Marian Opania - Adam Pieczyński - Jerzy Skolimowski - Stanisław Tym |                   |
| Superwiktor Specjalny                                         | Czesław Lang                            | |                   |